# Ittys ceresarum
Ittys ceresarum is een vliesvleugelig insect uit de familie Trichogrammatidae. De wetenschappelijke naam is voor het eerst geldig gepubliceerd in 1888 door Ashmead.